# Polytoxus
Polytoxus is een geslacht van wantsen uit de familie van de Reduviidae (Roofwantsen). Het geslacht werd voor het eerst wetenschappelijk beschreven door Maximilian Spinola in 1837.

## Soorten
Het genus bevat de volgende soorten:

- Polytoxus acanthifer (Montrouzier, 1861)
- Polytoxus acanthophorus (Stål, 1861)
- Polytoxus aethiopicus Villiers, 1969
- Polytoxus amseli Hoberlandt, 1961
- Polytoxus annulipes Miyamoto & Lee, 1966
- Polytoxus ardens Ishikawa & Yano, 2002
- Polytoxus armillatus Ishikawa, 1998
- Polytoxus ayunellus Linnavuori, 1986
- Polytoxus beckingi Miller, 1954
- Polytoxus bicolor Villiers, 1943
- Polytoxus burgeoni Schouteden, 1931
- Polytoxus celer Miller, 1948
- Polytoxus debilis Miller, 1954
- Polytoxus derulus V. Putshkov, 1987
- Polytoxus distanti Villiers, 1943
- Polytoxus distinctus Wygodzinsky & Usinger, 1960
- Polytoxus dlabolai Villiers, 1969
- Polytoxus dusoleili Schouteden, 1931
- Polytoxus esakii Ishikawa & Yano, 1999
- Polytoxus eumorphus Miller, 1941
- Polytoxus femoralis Distant, 1903
- Polytoxus flammatus Ishikawa & Yano, 2002
- Polytoxus flavescens Villiers, 1919
- Polytoxus formidabilis Distant, 1910
- Polytoxus fuscipennis Hsiao, 1965
- Polytoxus fuscovittatus (Stål, 1859)
- Polytoxus geniculatus Breddin, 1903
- Polytoxus gerardi Schouteden, 1931
- Polytoxus ghesquierei Schouteden, 1931
- Polytoxus giganteus Villiers, 1950
- Polytoxus gothamensis Fernando, 1960
- Polytoxus grandis Wygodzinsky & Usinger, 1960
- Polytoxus hebridanus Villiers, 1943
- Polytoxus hiemalis Ishikawa & Okajima, 2003
- Polytoxus jeanneli Villiers, 1942
- Polytoxus jourdani (Montrouzier, 1864)
- Polytoxus lamottei Villiers, 1963
- Polytoxus longipes (Stål, 1870)
- Polytoxus luridus Bergroth, 1906
- Polytoxus machadoi Villiers, 1950
- Polytoxus maculatus Distant, 1903
- Polytoxus marianensis Usinger, 1946
- Polytoxus maritimus Miller, 1940
- Polytoxus mascarensis Miller, 1956
- Polytoxus mayottensis Villiers, 1979
- Polytoxus minimus China, 1940
- Polytoxus modestus Distant, 1913
- Polytoxus mohelianus Villiers, 1957
- Polytoxus nebulosus Miller, 1953
- Polytoxus nitidicollis Breddin, 1903
- Polytoxus pallens Esaki, 1931
- Polytoxus pallescens Distant, 1903
- Polytoxus pallidispinis Villiers, 1963
- Polytoxus pallipennis Hsiao, 1965
- Polytoxus pauliani Villiers, 1960
- Polytoxus pedestris Miller, 1940
- Polytoxus perakensis Miller, 1940
- Polytoxus pilosus Usinger, 1946
- Polytoxus procerus Breddin, 1903
- Polytoxus rarus Ishikawa & Yano, 2002
- Polytoxus ruber Yano, 1998
- Polytoxus rubrofuscus Miller, 1958
- Polytoxus ruficeps Hsiao, 1965
- Polytoxus rufinervis Hsiao, 1965
- Polytoxus samarensis Miller, 1953
- Polytoxus sanguineus (A. Costa, 1842)
- Polytoxus schoutedeni Villiers, 1942
- Polytoxus selangorensis Miller, 1940
- Polytoxus sibuyanensis Miller, 1953
- Polytoxus siculus (A. Costa, 1841)
- Polytoxus similis China, 1930
- Polytoxus takahashii Yano, 1998
- Polytoxus tenebrosus Viiliers, 1962
- Polytoxus triacantharis (Fabricius, 1803)
- Polytoxus trivittatus Miller, 1958
- Polytoxus tropicus Jeannel, 1919
- Polytoxus uelensis Villiers, 1949
- Polytoxus vadoni Villiers, 1979
- Polytoxus vagans Miller, 1940
- Polytoxus villiersi Schouteden, 1944
- Polytoxus villosus Villiers, 1948
- Polytoxus vittatus Jeannel, 1919
- Polytoxus wahlbergi (Stål, 1855)